# Johannes Verkuyl

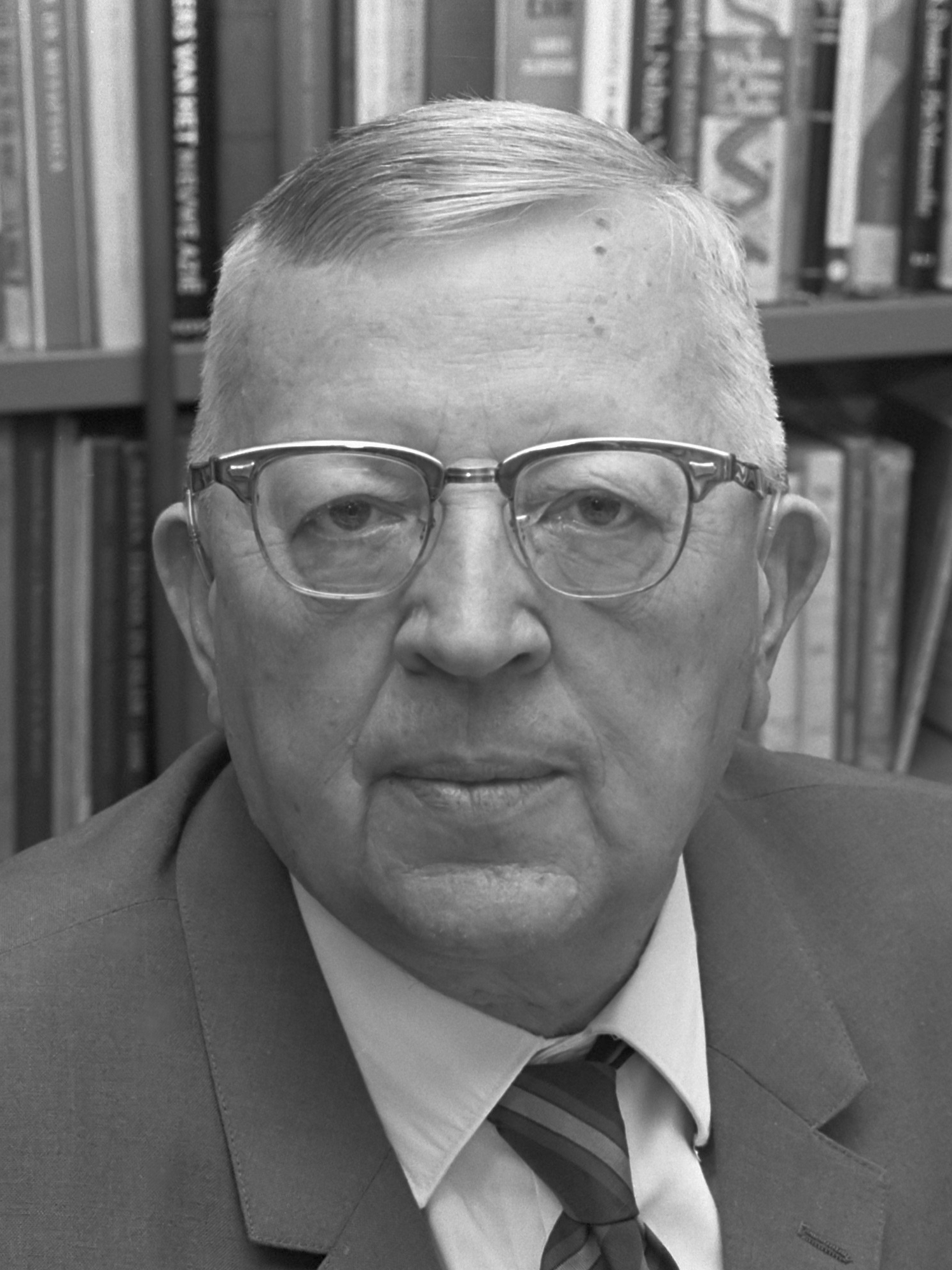
Johannes Verkuyl (1970)

Johannes Verkuyl (Nieuw-Vennep, 16 januari 1908 - Loenen aan de Vecht, 27 januari 2001) was een Nederlandse zendeling en hoogleraar missiologie. 
Verkuyl studeerde theologie aan de Vrije Universiteit (VU) van september 1927 tot februari 1932. In augustus 1932 werd hij predikant van de Gereformeerde Kerk te Laren. Van januari 1935 tot februari 1937 was hij, naast zijn werkzaamheden als gemeentepredikant, parttime studentenpredikant voor de - in Nederland studerende - Indonesische studenten. In 1937 werd hij fulltime studentenpredikant. In december 1939 haalde hij zijn doctoraal aan de VU. Hij studeerde af bij de missioloog prof. dr. J. H. Bavinck op het onderwerp 'De tegenwoordige stand van het vraagstuk der Anknüpfung en adaptatie in de zendingswetenschap'.
Van 1940 tot en met 1962 was hij als zendingspredikant werkzaam in Indonesië. Hij begon zijn werkzaamheden in de stad Banjumas, Midden-Java. Na de oorlog verhuisde hij naar Jakarta waar hij les gaf aan de Theologische Hogeschool, thans de Sekolah Tinggi Teologi Jakarta. Daarnaast heeft hij zich ingezet voor de christelijke lectuurvoorziening in Indonesië. Mede door zijn inzet is de Badan Penerbit Kristen opgericht (christelijke uitgeverij). Tijdens zijn verlof in Nederland schreef hij zijn dissertatie: 'Enkele aspecten van het probleem der godsdienstvrijheid in Azië'. Op 30 april 1948 promoveerde hij aan de VU bij J.H. Bavinck. 
Na terugkeer in Nederland werd Verkuyl algemeen-secretaris van de Nederlandse Zendingsraad (NZR) en buitengewoon hoogleraar missiologie aan de Vrije Universiteit Amsterdam (in 1965). In 1968 stopte hij met zijn werk voor de NZR en werd hij gewoon hoogleraar.
Johannes Verkuyl was in de jaren veertig tot en met tachtig van de vorige eeuw een bekend theoloog in Nederland. Hij had dit onder meer te danken aan zijn markante persoonlijkheid en zijn dikwijls tegendraadse visies. Het was een man die zowel op het gebied van de theologie als de politiek dikwijls een eigen en eigenzinnig geluid liet horen. Zo pleitte Verkuyl na afloop van de Tweede Wereldoorlog voor de onafhankelijkheid van Indonesië en de acceptatie van de jonge republiek. Daarmee ging hij in tegen de toen heersende opinie binnen zijn kerkgenootschap, de Gereformeerde Kerken in Nederland, zijn politieke partij, de Anti-Revolutionaire Partij, en zijn krant, het dagblad Trouw. Ook toen hij in 1956 pleitte voor de overdracht van Nederlands Nieuw-Guinea aan Indonesië riep hij binnen dezelfde kringen felle reacties op.
Niet alleen in deze kwestie was hij tegendraads. Zo keerde hij zich, jaren voordat het kerkgenootschap waartoe hij behoorde dit officieel deed, fel tegen de kernbewapening en de Apartheidsideologie in Zuid-Afrika. Ook sprak hij zich in 1967 publiekelijk uit tegen de Vietnamoorlog. In Nederland behoorde hij tot de eerste critici van de betrokkenheid van de Verenigde Staten bij deze kwestie. Hij werd hierom bewonderd en verguisd.

## Publicaties
- De absoluutheid van Gods openbaring in Jezus Christus, Den Haag, 1937
- Evangelisatie onder hoogere standen en meer ontwikkelden, Kampen, 1938
- De achtergrond van het Indonesische vraagstuk, Den Haag, 1946
- Enkele aspecten van het probleem der godsdienstvrijheid in Azië, Kampen, 1948
- Zijn alle godsdiensten gelijk?, Baarn, 1953
- Credo. Een oproep tot geloof, Kampen, 1964
- Gods initiatief en ons mandaat, Amsterdam, 1964
- De taak der missiologie en der missionaire methodiek in het tijdperk van saecularisatie en saecularisme, Kampen, 1965
- Breek de muren af!, Baarn, 1969
- (met N.A. Schuman en A. Schipper), Meegenomen voor de vrede, Kampen, 1969
- De boodschap der bevrijding in deze tijd, Kampen, 1970
- Jezus Christus, de Bevrijder, Ten Have, 1973
- Inleiding in de nieuwere zendingswetenschap, Kampen, 1975
- Inleiding in de evangelistiek (met O. Jager), Kampen, 1978
- Er zijn grenzen, Kampen, 1979
- Preken en preekschetsen, Kampen, 1980
- Dostojewski´s visie op de mens, Kampen, 1980
- Zijn alle godsdiensten gelijk?, Kampen, 1981
- De kernbegrippen van het Marxisme/Leninisme met een proeve tot evangelisch commentaar, Kampen: J.H. Kok, 1982
- Gedenken en verwachten. Memoires, Kampen, 1983
- Zijn alle godsdiensten gelijk?, Kampen, 1984 (vijfde herziene en vermeerderde druk)
- Met moslims in gesprek over het evangelie, Kampen, 1985
- Antroposofie en het Evangelie van Jezus Christus, Kampen, 1986
- (met J.M. Snoek), Intern beraad in verband met de relatie tussen kerk en Israël, Kampen, 1988
- De New Age Beweging: kernbegrippen, beoordeling, uitdaging, Kampen, 1989
- De kern van het christelijk geloof, Kampen, 1992

- Digitale Bibliotheek voor de Nederlandse Letteren: verk045
- International Standard Name Identifier: 0000 0000 8243 9252
- Library of Congress Control Number: n79049336
- Nationale Bibliotheek van Tsjechië: uk2006334885
- Nederlandse Thesaurus van Auteursnamen: 068712316
- Système universitaire de documentation: 19395544X
- Virtual International Authority File: 60354561
- WorldCat: E39PBJv4fT9HgpfRxc8GW6HKVC